# 永兴岩寺
永兴岩寺，位于中国福建省莆田县大洋乡院埔村，为一个省级文物保护单位，类型为古建筑，为第五批福建省文物保护单位，公布时间为2001年1月20日。
永兴岩寺的历史年代为元。